# Coulau (Ort)
Coulau ist ein osttimoresischer Ort im Suco Fatubossa (Verwaltungsamt Aileu, Gemeinde Aileu).

## Geographie und Einrichtungen
Der Ort Coulau liegt auf einer Meereshöhe von 1499 m im Zentrum der Aldeia Coulau. Das Dorf dehnt sich über fast die gesamte Aldeia aus, bildet aber keine geschlossene Siedlung. Stattdessen verteilen sich die Gebäude weiträumig einzeln oder in kleinen Gruppen. Eine Straße, vom Ort Fatubossa kommend, endet im Zentrum der Aldeia bei der Grundschule Coulau (portugiesisch Escola Básico Colau).und der Kapelle Santo Antonio. Die südlich verlaufende Straße passiert den Sitz des Sucos Fatubossa und führt weiter in den Süden des Sucos zum Dorf Sicate (Aldeia Caicasa). Östlich befindet sich der Ort Iolau (Aldeia Hoholete).